# Angelo della morte (serial killer)

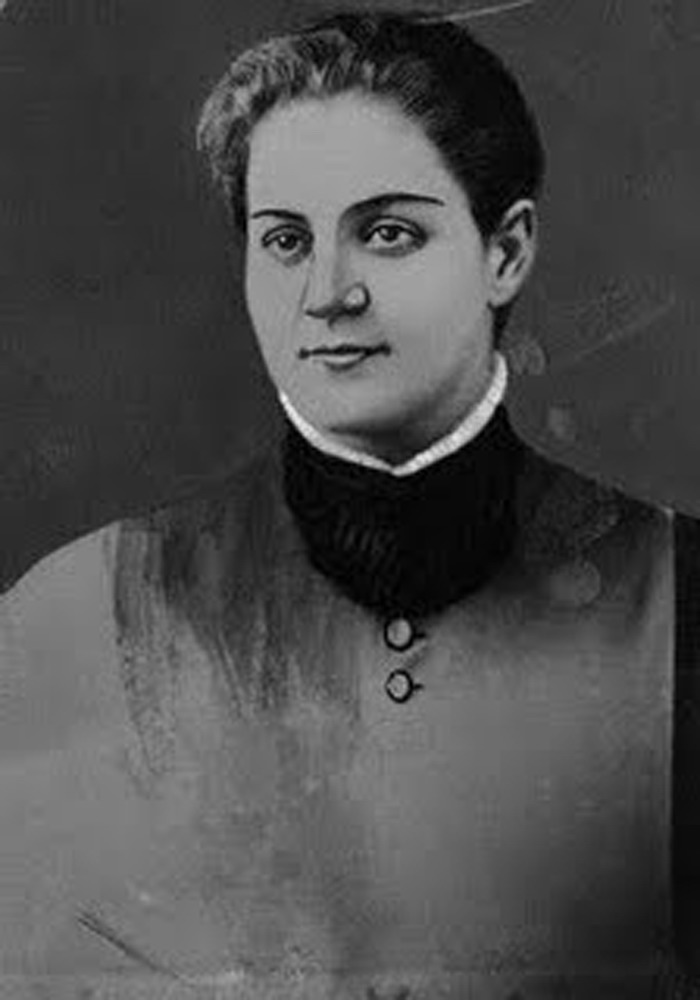
Jane Toppan, una dei più famosi "angeli della morte"

Angelo della morte (detto anche angelo della misericordia) è un termine utilizzato in criminologia per indicare una categoria di serial killer atipici piuttosto rara, che agiscono nell'ambiente medico e/o ospedaliero. Questa definizione deriva dal soprannome con il quale era tristemente noto il medico nazista Josef Mengele, famoso per la sua freddezza e per il potere di vita e di morte che aveva sugli internati del campo di concentramento di Auschwitz. Sebbene Mengele non fosse un serial killer, il termine viene ormai utilizzato ufficialmente in ambito criminologico.

## Caratteristiche
Assieme ad alcuni serial killer missionari, gli angeli della morte sono l'unica categoria di assassini seriali le cui vittime non rispecchiano le loro preferenze sessuali, e ciò li rende una categoria sui generis in ambito criminologico. Le loro vittime sono i pazienti con i quali entrano in contatto. Spesso si tratta di persone in cattivo stato di salute, come anziani e malati cronici, oppure deboli, come neonati o bambini. Il modus operandi prevede in genere la somministrazione di farmaci o sostanze tossiche tramite iniezioni.
Harold Shipman, ad esempio, utilizzava la diamorfina, Arnfinn Nesset si serviva del Curacit, Beverley Allitt di dosi di insulina o cloruro di sodio e Stephan Letter di Lysthenon e tranquillanti. Questo rende gli omicidi particolarmente difficili da scoprire, in quanto ad un esame poco approfondito le morti possono essere archiviate come incidenti o avvenute per cause naturali. Nell'eventualità di un'autopsia, inoltre, la presenza di queste sostanze può essere facilmente giustificata. I moventi di questi serial killer sono diversi. Alcuni di essi uccidono per la sensazione di onnipotenza che deriva dall'avere il controllo sulla vita e sulla morte dei pazienti. 
Altri, invece, dichiarano di agire unicamente per alleviare le sofferenze delle persone che hanno in cura, motivazione che nella maggior parte dei casi viene sfatata dalle condizioni di salute non irreversibili (talvolta nemmeno gravi) di molte delle loro vittime al momento del decesso. Una categoria particolare di angeli della morte comprende i medici e le infermiere che creano una situazione di emergenza, mettendo volontariamente a repentaglio la vita del paziente di cui si stanno occupando invece di ucciderlo, unicamente per attirare l'attenzione su di sé. Questo comportamento è spesso collegato ad una particolare manifestazione di sindrome di Münchhausen per procura.
Un caso esemplare è quello dell'infermiera Sonya Caleffi, la quale provocava embolie gassose alle vittime, iniettando loro aria, pratica che si rivelò fatale per almeno cinque pazienti. Oltre a questo particolare disturbo mentale, non è raro che gli angeli della morte siano affetti da uno o più disturbi di personalità (solitamente borderline, istrionico, narcisistico e/o ossessivo-compulsivo). Spesso la loro attività omicida subisce un picco nei periodi di forte stress o depressione.
Spesso questi serial killer finiscono col tradirsi, in quanto la loro sicurezza aumenta ad ogni omicidio compiuto, il che li porta a trascurare dettagli importanti della vittima (ad esempio, il suo stato di salute e le terapie che seguiva) e ad entrare in uno stadio involutivo particolarmente pericoloso, a tratti delirante. Il più delle volte la loro attività giunge al termine dopo la morte di uno o più pazienti in buone condizioni di salute, oppure perché il comportamento del killer si fa sempre più sospetto, quando non addirittura manifesto.

## Casi celebri
- Harold Shipman, il "Dottor Morte"
- Sonya Caleffi, l'"Infermiera killer"
- Jane Toppan, "Jolly Jane"
- Michael Swango, "Dottor Morte"
- Arnfinn Nesset, che è anche il serial killer più prolifico della Norvegia
- Stephan Letter, l'Angelo della Morte di Sonthofen
- Beverley Allitt, "The Angel of Death"
- Waltraud Wagner, Irene Leidolf, Maria Gruber e Stephanija Mayer, gli angeli della morte dell'ospedale di Lainz; sarebbero le più prolifiche dell'Austria
- Robert Diaz
- Richard Angelo, l'"Angelo della Morte" di Long Island
- Charles Cullen
- Donald Harvey
- Michaela Röder, la "Signora della vita e della morte" di Wuppertal
- Kristen Gilbert
- Amy Archer-Gilligan, la cui vicenda ispirò la commedia Arsenico e vecchi merletti
- Niels Högel, infermiere, reo confesso di almeno 85 omicidi in Germania, condannato all'ergastolo (anni di attività 2000 -2005).
- Angelo Stazzi, 5 omicidi presso la casa di riposo Villa Alex Tivoli, condannato anche per aver ucciso una sua collega.
- Leonardo Cazzaniga, accusato di 11 omicidi in corsia con il cosiddetto “protocollo Cazzaniga”.[1][2]

## Cultura di massa
Le due anziane protagoniste del film Arsenico e vecchi merletti possono essere considerate, anche se in modo improprio, degli angeli della morte, in quanto accolgono dei senzatetto in casa loro per poi avvelenarli al fine di liberarli dalla loro miseria.
In Misery non deve morire, il protagonista scopre che Annie Wilkes, l'ex infermiera che lo ha sequestrato, è stata accusata in passato di aver agito come un angelo della morte, uccidendo decine di bambini e pazienti anziani che le erano stati affidati.
L'episodio 15 della terza stagione di Criminal Minds s'intitola L'angelo della misericordia ed è basato sull'attività di un serial killer nella zona di Pittsburgh, che uccide i genitori dei 14 bambini morti in un incendio per liberarli dalla disperazione di aver perso i loro figli.
Il telefilm Nella mente di Kate è incentrato sulle misteriose morti in un paese rurale degli Stati Uniti, che potrebbero essere l'opera di un angelo della morte.
Nella nona stagione di CSI: Scena del crimine, per sopperire all'assenza di Grissom entra a far parte della Scientifica il dottor Raymond Langston (Lawrence Fishburne), docente di criminologia all'Università di Las Vegas. Langston è un medico specializzato in patologia forense e anni prima lavorava in un ospedale dove un suo collega era un angelo della morte, che uccise ben 27 pazienti prima che Langston riuscisse a unire le prove dei decessi sospetti. A seguito di questa esperienza, sentendosi responsabile della morte di quelle persone, scrisse un libro sulla storia dell'angelo intitolato In front of my eyes (Di fronte ai miei occhi) che stava a significare che, nonostante avesse avuto le prove davanti agli occhi per anni, non era riuscito a collegarle tra di loro.
Nella prima stagione di R.I.S. Roma - Delitti imperfetti le indagini della squadra sono incentrate su un angelo della morte che colpisce iniettando alle sue vittime un cocktail letale di farmaci. L'autrice di questi delitti è Lili (Liliana) Paravidino, la quale non è un'infermiera bensì una paziente che rivendica la scomparsa del padre morto di leucemia mesi prima.
Appare persino nella fiction Viso d'angelo. Le indagini degli ispettori Roberto Parisi e Angela Garelli si concentrano su un misterioso assassino che colpisce vittime innocenti per salvare le loro anime, lasciando come firma un rosario. L'autrice di questi efferati omicidi si rivelerà essere Luisa Forlei, sorella maggiore della prima vittima Cinzia Forlei, che non ha mai accettato la morte suicida della madre.